# Furchenstein

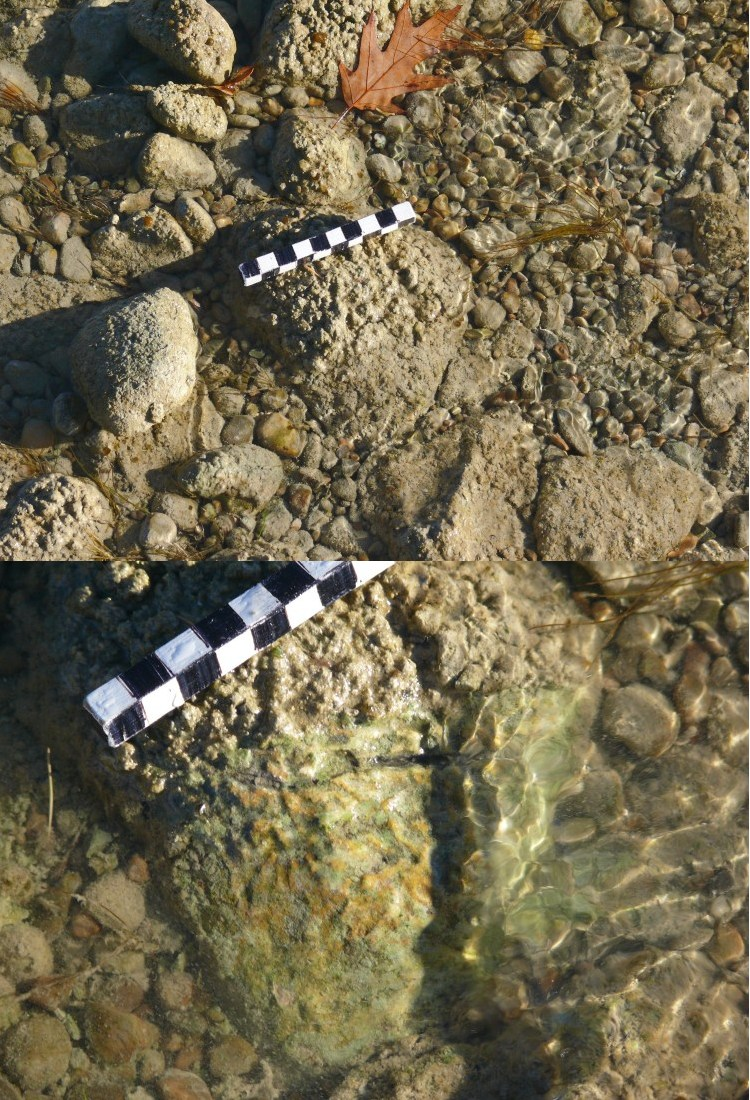
Krustenstein am Chiemsee-Ufer – unter der weggewischten Kruste wird die Furchenbildung sichtbar

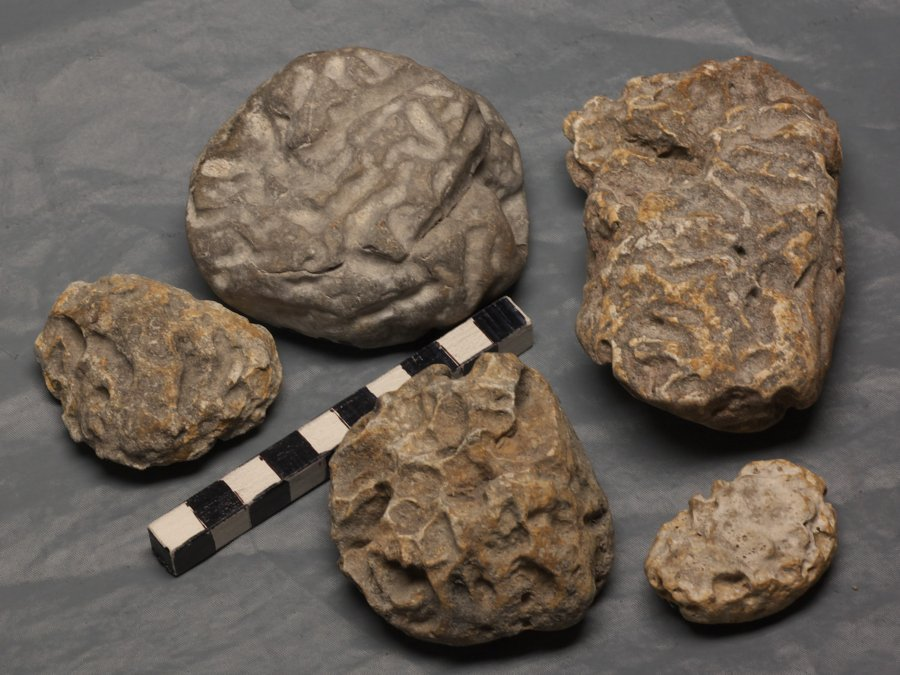
Furchensteine vom Chiemsee

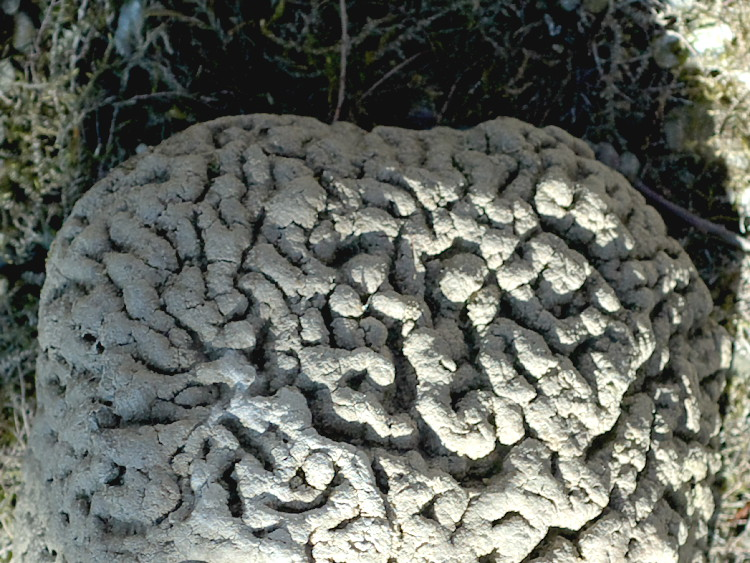
Hirnstein vom Chiemsee

Furchensteine sind skulpturierte Kalkstein-Geschiebe, deren Oberfläche von mehr oder weniger tiefen, vielfach mäandrische gewundenen, hohlkehlenartigen Rinnen durchzogen sind, eine Folge von Bioerosion.
Die Bezeichnung Krustensteine ist dann üblich, solange die Steine mit einer Kalkkruste aus sogenannten Cyanobakterien überzogen sind.
Sie kommen an kalkreichen Binnenseen vor.

## Beschreibung
Die auffälligen, von labyrinthisch gewundenen Kanälen und Löchern durchzogenen Furchensteine findet man häufig an den Ufern kalkreicher Seen. Furchensteine sind weit verbreitet, so sind zum Beispiel Funde aus der Schweiz, Österreich, Dänemark oder Kroatien dokumentiert.
Bereits Mitte des 19. Jahrhunderts wurde dieses Phänomen in Schweizer Seen beobachtet und wissenschaftlich beschrieben. In den ersten Arbeiten zu diesem Thema wurden noch Muscheln oder Insektenlarven als alleinige Verursacher der Furchen angenommen. Man beobachtete aber bereits früh, dass diese Furchen stets unter einer tuffartigen, kalkigen Kruste auf den sogenannten Krustensteinen vorkommen. Daher vermutete man, diese Kalkkruste sei mitverantwortlich für die Entstehung der Furchen.
Hauptverantwortlich für die Bildung der Kalkkrusten sind vor allem die sogenannten Cyanobakterien, die in der Lage sind, selbst Kalk zu bilden, denn diese sind in der Lage, neben CO2 auch HCO3- zur Photosynthese zu nutzen. Dadurch erhöhen sie den pH-Wert und die Alkalinität zwischen ihren Filamenten erheblich und fördern die Ausfällung von Kalk, was nur funktioniert, wenn im Seewasser diese gelösten Karbonate ausreichend zur Verfügung stehen. Dafür sorgen etwa in voralpinen Seen die Wässer aus den nahen Kalkalpen sowie die kalkreichen glazialen Sedimente der Umgebung und deren Verwitterungsprodukte. Daneben ist ein erheblicher Anteil der Kalkkruste aber auch durch eingefangene Partikel zurückzuführen, die sich in den Filamenten oder Schleimhülle der Cyanobakterien verfangen und zu einer zusätzlichen Verfestigung der Kruste beitragen. Das Ergebnis ist eine dichte, kalkige Kruste, die sich aus kleinen Höckern und Flecken zusammensetzt, die an Miniaturriffe erinnern.
Zwischen den einzelnen blumenkohlähnlichen ‚Röschen’ finden innerhalb der Kruste korrosive Vorgänge die besten Ansatzpunkte, die zur Ausbildung des charakteristischen Furchenmusters führen. Das Substrat ist in diesen Zwischenräumen noch am anfälligsten, denn an der Basis der Büschel ist die Kalkkruste stärker verfestigt und bildet daher besseren Schutz.
Der Prozess der Furchenbildung wird nun wieder von Cyanobakterien eingeleitet. Einige dieser an der Bildung der Kalkkruste beteiligten Organismen sind nämlich in der Lage, sich in kalkiges Gestein unter der Kruste zu bohren. Sie werden hierbei auch von einigen bohrenden Pilzarten unterstützt. Diese so genannten Endolithen schaffen damit die Voraussetzung für die Entstehung der Furchen, da sie den Untergrund der Krusten anbohren und entscheidend schwächen. In die Kruste eindringende, weidende Tiere, wie Schnecken oder manche Larven schädigen den Untergrund dann weiter. Sie nagen quasi an den bereits gelockerten Stellen und höhlen damit die Furchen weiter aus. Zusätzlich findet in den entstandenen Hohlräumen auch anorganische Kalklösung statt. Verrottende organische Reste führen hier zu einer lokalen Versauerung der enthaltenen Wässer und entfalten damit zusätzlichen korrosive Kräfte.

## Namensgebung
Verfolgt man die Literatur, die seit Beginn des 20. Jahrhunderts das Thema der Kalkinkrustation und Kalkkorrosion in Seen behandelt, sind zunächst folgende Begriffe im Spiel: tuf lacustre und galets sculptes. In der Zwischenzeit haben sich die nachfolgenden Bezeichnungen eingebürgert.

### Krustenstein
Mit der Arbeit von Edith Kann Krustensteine in Seen – eine vergleichende Übersicht hat sich der Begriff Krustenstein allgemein eingeführt.
In dem Dokument werden mehr als 20 europäische kalkreiche Seen gelistet, über die Untersuchungen und Betrachtungen bezüglich des Vorkommens von Krustensteinen vorliegen.
Die Krustenbildung auf Steinen erfolgt durch kalkabscheidende Blaualgen, die Dicke der Schicht kann von wenigen Millimetern bis zu Zentimetern reichen.
Die Krustensteine bilden sich im sogenannten Eulitoral und auch im oberen Sublitoral. Krusten können sich recht gut auf Steinen bilden, wenn der Strand breit ist und einen sehr geringen Böschungswinkel besitzt.
Wasserschwankungen mit einem kurzzeitigen Trockenfallen schadet der Kruste nicht, denn deren schwammartige Struktur kann lange Zeit Feuchtigkeit halten. Im Gegenteil, es ist zu beobachten, dass die Krustenbildung in diesen Fällen stärker wird.

### Furchenstein
Erste Studien über Kalksteinkorrosion in Seen im Zusammenhang mit Algen erfolgten Mitte des 19. Jahrhunderts in der Schweiz. Bis zum Beginn des 20. Jahrhunderts haben sich verschiedene Erklärungsweisen über das Entstehen der Furchenbildung herausgebildet.
Die ausführlichsten Untersuchungen liegen vor, von Boysen-Jensen P. (1909) – Über Steinkorrosion an den Ufern von Furesö. – Golubic S. (1962) – Zur Kenntnis der Kalkinkrustation und Kalkkorrosion im Seelitoral.
Die Furchensteine sind eine Art von Krustensteinen, da sie normalerweise mit Krusten bedeckt sind. Die Furchen werden meist erst nach der Entfernung der Krusten sichtbar. Sie sind verschiedenartig, labyrinthförmig gebogen und verflochten, manchmal ganz feine Kanäle und Löcher bildend. Zwischen den Furchen sind dünne, scharfkantige Kämme charakteristisch. Der Verlauf der Furchen ist in der Tiefe (Sublitoral) meist regellos, nur im Eulitoral und in seine Nähe neigen sie zu einer vertikalen Anordnung.
Silikatisches Gestein hat niemals Furchen.

### Hirnstoa oder Hirnstein
Einheimische am Chiemsee und am Bodensee nennen Krustensteine und Furchensteine, deren Oberflächenstruktur dem eine Gehirns ähneln, auch Hirnstoa oder Hirnstein.

## Bedingungen für den regellosen/mäandrischen bzw. vertikalen Aufbau von Krusten/Furchen
S. Golubic (1962) hat in seinen Untersuchungen am Vrana See in Kroatien festgestellt, dass die Krusten und Furchen in der Tiefe des Sees meist regellos sind. Wohingegen im Eulitoral die Krusten und Furchen zu einer vertikalen Anordnung neigen.
Am Chiemsee kommen wegen der bei Schneeschmelze/Starkregen im Einzugsgebiet starken Schwebstoffeinträge der Tiroler Ache (bis zu 300 000 m³ /Jahr) nur im Eulitoral die Krustensteine und Furchensteine vor. Jedoch lassen sich beruhigte Zonen ausmachen, in denen die Wellenbewegungen stark reduziert sind. z. B. die "Lagune" westlich des Seehäusl, dem Flachwasserbereich beim Beobachtungspunkt nördlich Chieming, einem Schilfgürtel bei Schützing, ….
Es sind beide Erscheinungsformen, regellos/mäandrisch und auch vertikale Anordnung der Krusten/Furchen am Chiemsee vertreten.

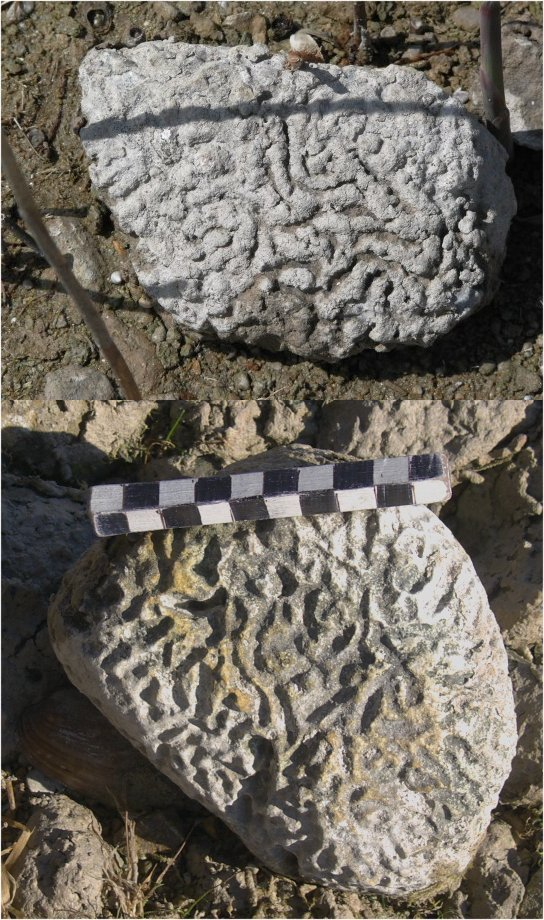
Krusten-/Furchenstein mit mäandrischer/regelloser Anordnung
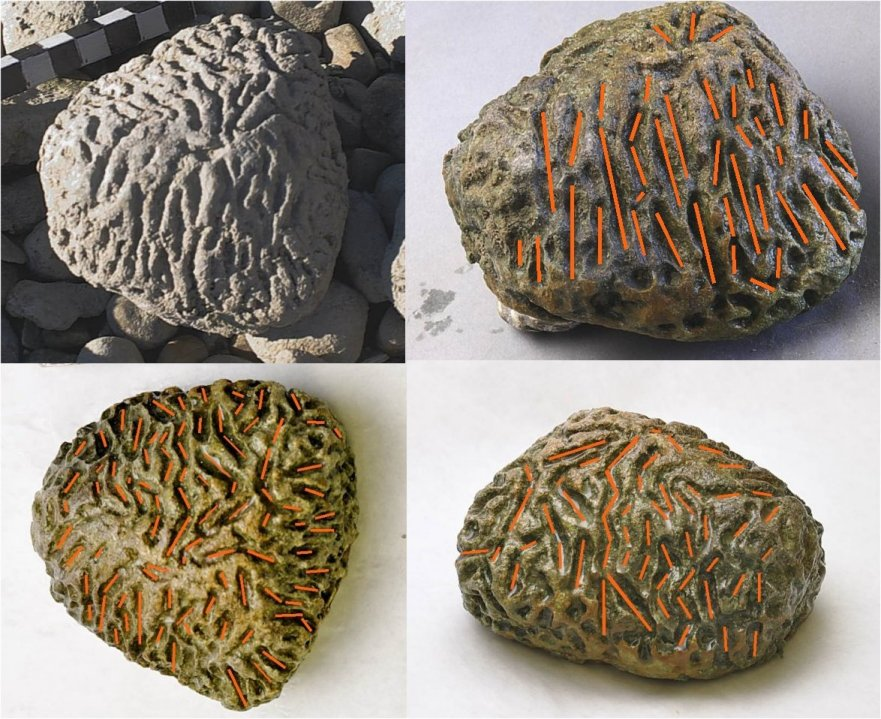
Furchenstein mit vertikaler Anordnung

## Historische Abbildungen

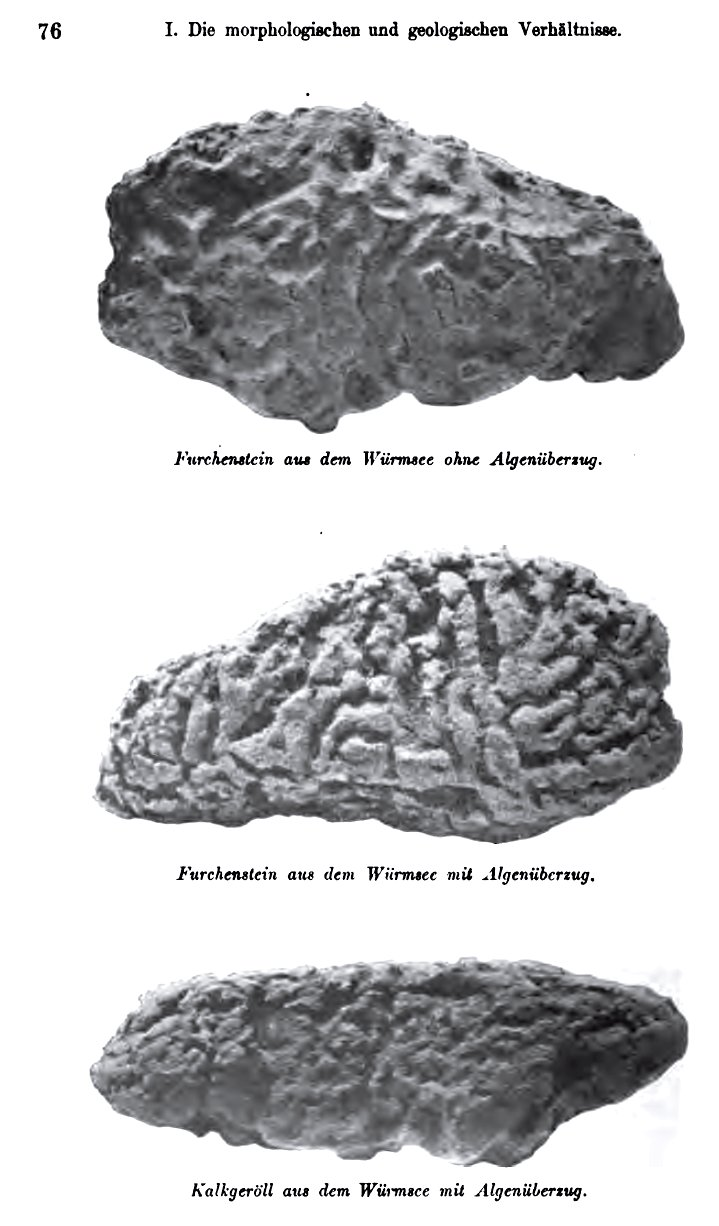
ULE W.(1901) Krustensteine vom Starnberger See
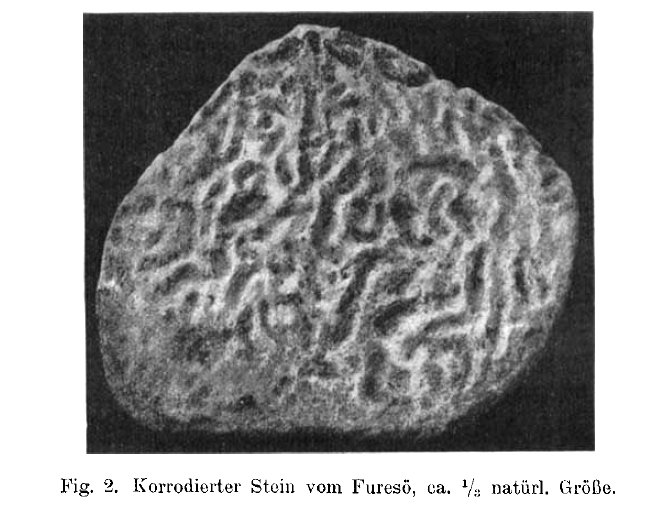
BOYSEN-JENSEN P.(1909) Furchenstein vom Furesö
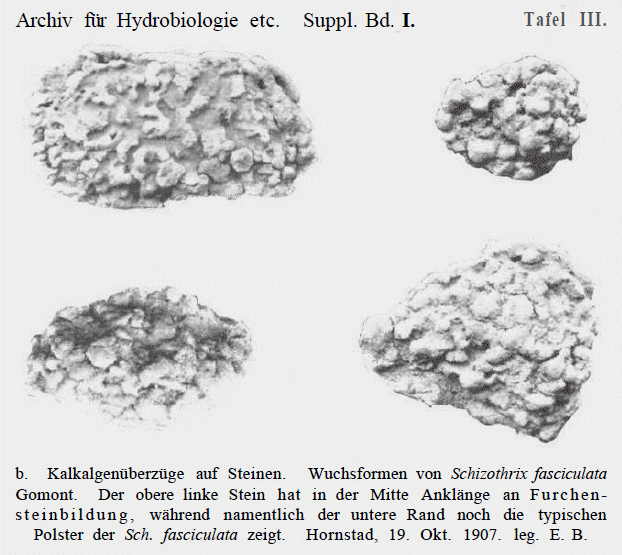
BAUMANN E.(1911) Krustensteine vom Bodensee